# Bruce Alberts
Bruce Alberts Michael (Chicago, 14 de abril de 1938) é um bioquímico e pesquisador norte-americano, conhecido por seu trabalho na promoção de políticas públicas voltadas à divulgação da Ciência. Alberts destacou-se ainda através de seu estudo abrangente dos complexos de proteínas, os quais permitem a replicação de cromossomos na ocasião da divisão de células vivas. Foi autor-chefe do livro Biologia Molecular da Célula (do original em inglês, Molecular Biology of the Cell), publicação que se tornou referência na academia científica internacional tanto na disposição e divulgação de informações quanto na sua qualidade editorial. Foi editor-chefe da revista Science e serviu como Embaixador da Ciência no Paquistão e na Indonésia. Presidiu a Academia Nacional de Ciências dos Estados Unidos entre os anos de 1993 e 2005. Atualmente, trabalha como membro do conselho administrativo do Carnegie Corporation, de Nova Iorque.

## Carreira Acadêmica
Após concluir o ensino médio em New Trier High School, Winnetka, Illinois, Alberts obteve graduação em ciências bioquímicas pela Universidade Harvard, onde também conseguiu se doutorar em 1965.
Alberts iniciou seu pós-doutorado pela Universidade de Genebra, onde trabalhou juntamente com Richard Epstein em torno de genes envolvidos na replicação do DNA do fago T4. Em 1966, atuou no Departamento de Ciências Bioquímicas da Universidade Princeton como Professor Assistente. Em 1972, tornou-se Professor Adjunto e em 1974, Professor Titular.  Em 1976, aceitou o cargo de professor e vice-presidente do Departamento de Bioquímica e Biofísica na Universidade da Califórnia, São Francisco.
Foi eleito como Cooperador da Academia de Artes e Ciências dos Estados Unidos em 1978. Em 1980, Alberts faturou o prêmio de Mestre-Pesquisador em prol da Vida pela Sociedade de Câncer dos Estados Unidos. Em 1985, tornou-se administrador deste departamento. Durante muitos anos, o cientista também esteve comprometido com a melhoria da educação científica, dedicando parte de seu tempo a projetos educacionais, como Cidade da Ciência (do original em inglês, City Science), um programa voltado para a melhoria do ensino de ciências em escolas de ensino fundamental de São Francisco. Serviu também no conselho consultivo do Centro Nacional de Pesquisas Científicas, um projeto conjunto entre a Academia Nacional de Ciências e o Instituto Smithsoniano, o qual envolveu professores, cientistas e sistemas escolares com a finalidade de melhorar o ensino da ciência, bem como debater a respeito das Normas de Ensino e Avaliação Científicos do Comitê Nacional da Academia Nacional de Ciências.
Alberts administrou uma série de conselhos consultivos e editoriais, incluindo sua presidência na Comissão de Ciências da Vida do Conselho Nacional de Pesquisa. Antes de ser eleito como Presidente da Academia Nacional de Ciências, em 1995, ele foi presidente da Sociedade Americana de Bioquímica e Biologia Molecular. Por cinco anos (de 2008 a 2013), Bruce foi chefe de reportagem da revista Science, principal publicação da Associação Americana para o Avanço da Ciência. De 2000 a 2009, Alberts foi co-presidente do Conselho Inter-Acadêmico, uma instituição consultiva localizada em Amsterdã e governada pelos presidentes de quinze academias de ciências de todo o mundo, além de configurar como membro do conselho do Grupo da Iniciativa pela Ciência.

## Carreira política
Ao discursar, em 4 de junho de 2009, na Universidade do Cairo, o então presidente norte-americano Barack Obama anuncia uma nova edição do programa Embaixadores da Ciência, o qual se volta à extensão dos conhecimentos científicos no intuito de promover um "novo começo entre os Estados Unidos e os muçulmanos do mundo todo". Em janeiro de 2010, Bruce Alberts juntamente com Ahmed Zewail e Elias Zerhouni foram os primeiros cientistas-embaixadores norte-americanos nesta nova missão pelo mundo islâmico, visitando países com maioria muçulmana desde o norte da África até o sudeste de Ásia.

## Publicações
Alberts desenvolveu sua carreira em torno de pesquisas no campo da replicação do DNA e divisão celular. O seu livro, Biologia Molecular da Célula, agora em sua sexta edição, configura-se como um livro-base no estudo de biologia celular e assuntos afins, já aceito na maioria das universidades e no Centro Nacional de Informação Biotecnológica. Esta publicação, assim como o seu complementar para estudantes em graduação: Fundamentos da Biologia Celular (do original em inglês, Essential Cell Biology), já possuem tradução para vários idiomas.